# Elon Andersson
Johan (John) Elon Andersson (i riksdagen kallad Andersson i Bollnäs, senare Andersson i Gävle), född 25 januari 1891 i Gävle, död där 28 september 1954, var en svensk publicist, landshövding och politiker (folkpartist). 

## Biografi
Andersson, som kom från en bondefamilj, blev efter folkhögskolestudier medarbetare på Ljusnan i Bollnäs 1912 och var tidningens chefredaktör 1928–1950. Han var därefter landshövding i Gävleborgs län till sin död 1954. Han var ordförande i Bollnäs köpingsstämma 1928, köpingsfullmäktige 1937–1941 och stadsfullmäktige 1942–1950.
Andersson var även riksdagsledamot i första kammaren 1937–1954 för Gävleborgs läns valkrets. I riksdagen var han bland annat ordförande i andra särskilda utskottet 1942–1943 samt vice ordförande i bevillningsutskottet 1941–1950. Han var även ordförande i folkpartiets förstakammargrupp 1945–1950. Som riksdagsledamot var han engagerad i ett stort antal frågor, inte minst skattepolitik. Han var också anlitad i ett stort antal statliga utredningar.